# Miconia tixixensis
Miconia tixixensis là một loài thực vật có hoa trong họ Mua. Loài này được Standl. & Steyerm. mô tả khoa học đầu tiên năm 1944.